# گل زرد (بروجرد)
گُلِ زرد روستایی است از توابع شهرستان بروجرد در استان لرستان. این روستا در دهستان اشترینان در بخش اشترینان این شهرستان قرار دارد. دسترسی به این روستا از طریق جاده روستای دره گرگ می‌باشد.

## جمعیت
بنابر سرشماری مرکز آمار ایران، جمعیت گل زرد در سال ۱۳۹۵برابر با ۱۵۳ نفر بوده‌است که از این میان ۷۹ نفر مرد و بقیه زن بوده‌اند. این روستا ۶۵ خانوار دارد.